# Heritiera catappa
Heritiera catappa är en malvaväxtart som beskrevs av André Joseph Guillaume Henri Kostermans. Heritiera catappa ingår i släktet Heritiera och familjen malvaväxter. Inga underarter finns listade i Catalogue of Life.